# 에모 필립스

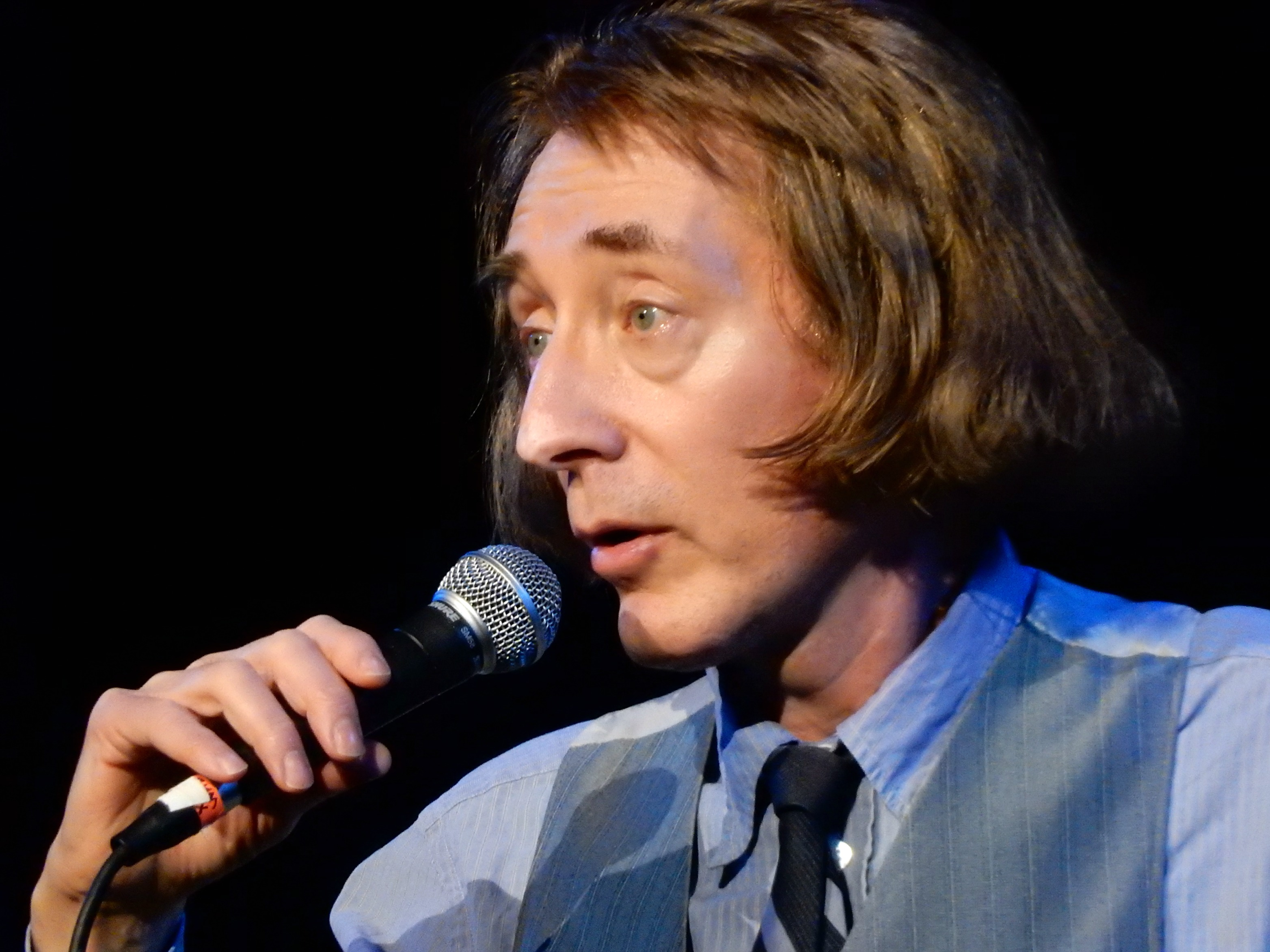

이모 필립스(Emo Philips, 1956년 2월 7일 ~ )는 배우, 희극인이다.
시카고에서 태어났다.

## 영화
- UHF 전쟁 (1989, UHF)
- Journey to the Center of the Earth (1989)
- 미트 페어런츠 (2000)
- 아리스토크래츠 (2005, The Aristocrats)